# خلف خطوط العدو (فلم)
خلف خطوط العدو (بالإنجليزية: Behind Enemy Lines) تنطق بـ «بيهايند أنيمي لاينز» ، هو فيلم سينمائي أمريكي أنتج سنة 2001م، وقام بإخراجه جون مور ، والذي شارك في بطلولته أوين ويلسون ، وتم تصوير عملية إطلاق النار وتفجير الألغام في المناطق النائية في سلوفاكيا.

## قصة
في سنة 1995م وخلال حرب البوسنة في فترة التسعينيات، يقوم كريس (بطل الفيلم:أوين ويلسون) بتحليق طائرة إف-18 ، منطلقاً من حاملة الطائرات الأمريكية في البحر المتوسط لتنفيذ مهمة تصوير الأماكن للعدو، وصور صدفة مجموعة من قتلى تللاالمسلمين والذي قتلهم الجيش الصربي ، إلا أنه تلقى صاروخ منطلق من أحد نائية حتى خرج كريس من الطائرة التي ضربت بالطائرة، وبدأ كريس طريقة الخروج من المأزق في البوسنة .

## وصلات خارجية
- مقالات تستعمل روابط فنية بلا صلة مع ويكي بيانات